# لوكاس هارتمان
لوكاس هارتمان هو كاتب للأطفال وكاتب وشاعر سويسري، ولد في 29 أغسطس 1944 في برن في سويسرا.

## وصلات خارجية
- الموقع الرسمي
- لوكاس هارتمان على موقع IMDb (الإنجليزية)
- لوكاس هارتمان على موقع مونزينجر (الألمانية)
- لوكاس هارتمان على موقع كينوبويسك (الروسية)